# Gerson Marín
Gerson Ruben Marin Gil (San Luis Potosí, México; 25 de febrero de 1989) es un futbolista mexicano. Juega como portero y actualmente está en el Club Atlético Zacatepec del Ascenso MX.

## Clubes
| zacatepec            | width="san luis potosí, México | Año             |
| -------------------- | ------------------------------ | --------------- |
| Chivas Rayadas       | México                         | 2007 - 2009     |
| San Luis FC (Sub-20) | México                         | 2009 - 2012     |
| Union de Curtidores  | México                         | 2012 - 2013     |
| Alebrijes de Oaxaca  | México                         | 2013 - 2018     |
| CA Zacatepec         | México                         | 2018 - Presente |

### Campeonatos nacionales
| Título     | Club      | País   | Año  |
| ---------- | --------- | ------ | ---- |
| Ascenso MX | Alebrijes | México | 2017 |

- Datos: Q16303361